# إلفيرا نافارو
إلفيرا نافارو (بالإسبانية: Elvira Navarro)‏ هي كاتِبة إسبانية، ولدت في 25 مارس 1978 في ولبة في إسبانيا.